# Pier Giacomo De Nicolò
Pier Giacomo De Nicolò (11 mars 1929 - 3 avril 2021) est un prélat italien de l'Église catholique qui a passé sa carrière au service diplomatique du Saint-Siège, notamment en tant que nonce apostolique au Costa Rica (en) en Syrie (en) et en Suisse.

## Biographie
Pier Giacomo De Nicolò est né à Cattolica dans la province de Rimini le 11 mars 1929. Il est ordonné prêtre le 12 avril 1952.
Pour se préparer à une carrière diplomatique, il entre à l'Académie pontificale ecclésiastique en 1956.
Le 14 août 1984, le pape Jean-Paul II le nomme archevêque titulaire de Martanae Tudertinorum (de) et nonce apostolique au Costa Rica (en)
Il reçoit la consécration épiscopale des mains du cardinal Agostino Casaroli le 20 octobre 1984.
Le 11 février 1993, le pape Jean-Paul le nomme nonce apostolique en Syrie (en)
Le 21 janvier 1999, le pape Jean-Paul le nomme nonce apostolique en Suisse et au Liechtenstein (en)
Le pape Jean-Paul accepte sa démission de ces postes le 8 septembre 2004
Deux de ses frères sont également évêques : Paolo De Nicolò (de) et Mariano De Nicolò (it).